# 박예숙
박예숙(朴藝淑, 본명: 박용금, 1936년 11월 16일 ~ 현재)은 대한민국의 원로 배우이다.

## 생애
1936년 11월 16일 서울에서 태어났으며, 1952년 인천여자고등학교를 중퇴하였다. 1954년 연극배우 첫 데뷔 후 1964년 영화 데뷔작 《삼통팔반 여반장》을 활동을 하는 중 극성적인 의도를 가졌다. 주로 영화에 출연에 출연하였지만, 연기력에 대해 흥행 전체가 없었다. 반도가극단, 황금자악악단, 희망악극단, 백민안극단 등에 입단해 연기생활을 시작했다. 60년대부터 현재까지 수많은 영화와 TV 드라마에 출연해온 조연 전문 배우를 맡았다. 그가 주로 맡는 역할은 구멍가게 아줌마, 밥집 아줌마, 하이틴 영화에서는 하이틴 자녀를 둔 어머니 등인데 남자배우 가운데 조연 전문이었던 추석양에 비견할 만한 한국영화의 '감초'라고 할 수 있다. 1971년부터 본격적으로 TV 드라마로 뛰어들었다. 수사반장, 우리들의 천국, 아들과 딸, 여명의 눈동자, 공룡 선생, 임꺽정이 흥행되면서 배우를 인정 받았다.

## 출연 작품

### 영화
- 2008년 다찌마와 리: 악인이여 지옥행 급행열차를 타라! (Dachimawa Lee) - 기차 안 할머니 역
- 2001년 이유 없는 반항 (Rebel  Without A Cause) - 광호 모 역
- 2000년 춘향뎐 (Chunhyang) - 아낙 역
- 2000년 침향 (Scent of Love)
- 1998년 까 (Naked Being) - 아줌마 역 (특별출연)
- 1998년 투캅스 3 (Two Cops 3) - 이형구 경장 모 역
- 1998년 남자이야기 (Man of the story) - 막바리 아줌마 역
- 1997년 할렐루야 (Hallelujah) (우정출연)
- 1997년 아버지 (Father) - 여관주인 역
- 1997년 창 (Downfall)
- 1996년 축제 (Festival)
- 1996년 애니깽 (Hanequen)
- 1996년 1996 뽕 (1996 Mulberry) - 똥순네 역
- 1996년 미지왕 (Ambiguous Man)
- 1995년 돈을 갖고 튀어라 (Millions In My Account) - 달수의 어머니 역
- 1995년 위대한 헌터 GJ (The Great Hunter G. J.) - 모텔 주인 역
- 1995년 남자는 괴로워 (Affliction Of Man)
- 1994년 젊은 남자 (The Young Man) - 재이의 모친 역
- 1994년 대통령의 딸 (The President's Daungther) - 박씨 역
- 1994년 빨간 앵두 8 (Red Cherry 8)
- 1993년 홧김에 (In Anger?)
- 1993년 서편제 (Seopyonje) - 계꾼 역
- 1993년 무엇에 쓰는 물건인고 (I Will Survive)
- 1993년 화엄경 (The Avatamska Sutra) - 아낙네 역
- 1993년 첫사랑 (First Love)
- 1993년 꾼사냥 (The Hunter For Love)
- 1993년 벗어버린 사슬 (The Cast off Chains)
- 1992년 하얀 전쟁 (White Badge) - 군단장 역
- 1992년 위험수위 (Dangerous Level)
- 1992년 미스터 맘마 (Mister Mama) - 보모 갑 역
- 1992년 변금련 2 (Byun Geum ryun)
- 1992년 빠담풍 (Easy Virtue)
- 1992년 세나의 신혼일기 (Sena's Honermoon Diary)
- 1992년 여자의 시대는 끝나지 않는다 (The Age Of Women Will Not End)
- 1992년 걸어서 하늘까지 (Walking all the way to heaven)
- 1992년 아들과 연인 (Son and Lover)
- 1992년 공룡선생 (Sir Dainosaur) - 영웅 모 역
- 1992년 시비시비 (Right And Wrong) - 서촌 아낙 역
- 1992년 겨울 미리내 (Winter Galaxy)
- 1992년 애사당 홍도 (Hong Do) - 주모 역
- 1991년 서울의 달빛 (The Moonlight of Seoul)
- 1991년 외길가게 하소서 (Let me take a lonely road)
- 1991년 피와 불 (Fire and Blood) - 시골 아낙 1 역
- 1991년 은마는 오지 않는다 (The Silver Stallion Will Never Come) - 마을 아낙 2 역
- 1991년 수잔 브링크의 아리랑 (Susan Brink's Arirang)
- 1991년 아들나라 (The Country of Sons)
- 1991년 장군의 아들 2 (The General's Son 2)
- 1991년 뻘 (Mud flat)
- 1991년 변금련 (Byun Geum ryun)
- 1991년 산딸기 4 (Wild Berries 4)
- 1991년 사의 찬미 (Death Song)
- 1991년 천국의 계단 (Stairways of Heaven) - 정애 친구 1 역
- 1991년 끼있는 여자는 밤이슬을 좋아해 (Women Like the Midnight Dew)
- 1991년 젊은 날의 초상 (Portrait of the Days of Youth) - 자취집 주인 역
- 1991년 혼자도는 바람개비 (The Pinwheel That Spins Alone)
- 1991년 예수천당 (Jesus Heaven) - 곽노인부인 역
- 1991년 눈물의 웨딩 드레스 (The Wedding Dress of Tears)
- 1990년 나의 사랑 나의 신부 (My Love, My Bride) - 슈퍼마켓 주인 역
- 1990년 서울 통화중 (Seoul Is Busy On The Phone)
- 1990년 잿빛 사랑 노트 (The Ashen Love Note)
- 1990년 이조 여인숙명사 청상계 (The Fates of the Women of Yi Dynasty)
- 1990년 그들도 우리처럼 (Black Repubilc) - 심씨 부인 역
- 1990년 도시의 상처 (The Wound of The City)
- 1990년 자유여자 (Free Woman)
- 1990년 가보면 알거야: 영구와 땡분이 (You'll Know When You Get There) - 뚱보 아줌마 역
- 1990년 장군의 아들 (The General's Son)
- 1990년 청송으로 가는 길 (Road to Cheongsong Prison)
- 1990년 어둠의 딸 (Daughter of Darkness)
- 1990년 고금소총 2 (Unchanging Weapon 2)
- 1990년 팁 2 (Thip 2) - 귀부인 역
- 1990년 마야고 (Mayago) - 천봉 모 역
- 1990년 있잖아요 비밀이에요 (You Know What, It's Secret) - 순철 모 역
- 1990년 단지 그대가 여자라는 이유만으로 (Only Because You Are a Women)
- 1990년 너는 나의 황홀한 지옥 (You, My Ecstatic Hell)
- 1990년 빨간 앵두 5 (Red Wlid Berries 5)
- 1990년 추락하는 것은 날개가 있다 (That Which Falls Has Wings) - 술집여자 역
- 1990년 창부일색 (Prostitutes) - 방물장수 역
- 1989년 상처 (The Wound Love)
- 1989년 그 후로도 오랫동안 (Shock Continues Long)
- 1989년 장미속의 살모사 (Sal Mosa Among The Roses)
- 1989년 아제 아제 바라아제 (Aje Aje Bara Aje)
- 1989년 못먹어도 고 (Bet, Regardless Of Losing)
- 1989년 크라이막스 원 (The Climax One) - 달동네 아낙 역
- 1989년 오색의 전방 (The Rainbow Miracle Drug) - 오목네 역
- 1989년 매화방 천둥불 (Light of Maehwabang)
- 1989년 여인파티 (A Crocodile in My Heart) - 최씨 역
- 1989년 노란 집 (Yellow House)
- 1989년 달콤한 신부들 (Sweet brides)
- 1988년 공초도사와 슈퍼 홍길동 2 (High Priest Kong-Cho And Super Hong Kil Dong 2)
- 1988년 돌아이 4: 둔버기 (Dol Ai 4: Dunbuggy)
- 1988년 늑대의 호기심이 비둘기를 훔쳤다 (The Wolf's Curiosity Stole Pigeons)
- 1988년 삼박골 보리밭 (Barley Field in Sam bak Valley)
- 1988년 칠소여복성 (Seven Brave Policewomen)
- 1988년 풀잎사랑 (Puppy Love)
- 1988년 변강쇠 3 (Byon Gang Sae 3)
- 1988년 고금소총 (Unchanging Weapon)
- 1988년 어른들은 몰라요 (Grown Ups Just Don't Understand)
- 1988년 사방지 (Sabangji)
- 1988년 청춘시대 (Age of Youth)
- 1988년 업 (Karma)
- 1988년 성공시대 (The Age Success) - 주부 2 역
- 1988년 아스팔트 위의 동키호테 (Don Quixote On Asphalt)
- 1988년 청춘펀지 (Youth's Punch)
- 1988년 떡 (Rice Cake)
- 1988년 더블베드 소동 (Double Bed Commotion)
- 1988년 연산일기 (The Diary of King Yonsan)
- 1987년 아다다 (Adada)
- 1987년 감자 (Potato)
- 1987년 연산군 (Prince Yeon San)
- 1987년 빙해 (Frozen Sea)
- 1987년 사노 (Slaves)
- 1987년 미미와 철수의 청춘 스케치 (Springtime of Mimi and Cheol-Su) - 동네 아주머니 역
- 1987년 변강쇠 (속) (Byon Gang Soi)
- 1987년 고속도로 (Highway)
- 1987년 소금장수 (The Salt Vendor)
- 1987년 산딸기 3 (Wlid Starwberries 3)
- 1987년 달래내 보슬이 (Bo seul of Dalae River)
- 1987년 성춘향 (Sung Chun Hyang)
- 1987년 기쁜 우리 젊은 날 (The Joyful Young Days)
- 1987년 위기의 여자 (A Woman On The Verge)
- 1987년 두 여자의 집 (The Home of Two Women) - 유화의 집 정원사 역
- 1987년 우리는 지금 제네바로 간다 (We Are Going To Geneva Now) - 포장마차 주인 역
- 1987년 유리의 성 (Castle Of Glass)
- 1986년 서울 흐림 한때 비 (Seoul is Cloudy With A Shower)
- 1986년 여자의 대지를 비를 내려라 (Raining On That Which Is Woman)
- 1986년 무진 흐린뒤 안개 (Foggy after Clouds in Mujin)
- 1986년 황진이 (Hwang Jin-ie)
- 1986년 서울황제 (Seoul Emperor)
- 1986년 뛰는 자 나는 자 (You Cannot Outdo Others)
- 1986년 가을을 남기고 간 사랑 (Love That Left Autumn Behind)
- 1986년 물레방아 (Windmill)
- 1986년 눈짓에서 몸짓까지 (With Eyes And Body)
- 1986년 무진 흐린뒤 안개 (Foggy After Clouds in Mujin)
- 1986년 금달래 (Keum Dal-Rae)
- 1986년 안개 기둥 (A Pillar Of Mist)
- 1986년 청 블루스케치 (Chung) - 여인 역
- 1986년 뽕 (Mulberry)
- 1986년 열병시대 (Feverish Days)
- 1985년 먹다버린 능금 (Half Eaten Cherry)
- 1985년 자녀목 (Hanging Tree)
- 1985년 애마부인 3 (Ae-ma Woman 3)
- 1985년 그때 죽어도 좋았다 (Worth Dying For)
- 1985년 고래 사냥 2 (Whale Hunting 2)
- 1985년 깊고 깊은 그곳에 (The Deep, Deep Place)
- 1984년 사약 (The King's Poison)
- 1984년 지금 이대로가 좋아 (I Like It just The Way It is Now)
- 1984년 그해 겨울은 따뜻했네 (The Winter That Year Was Warm)
- 1984년 형 (Brother)
- 1984년 뜸부기 새벽에 날다 (A Bird Flying At Dawn)
- 1984년 잊혀진 계절 (The Forgotten Season)
- 1984년 울지 않는 호랑이 (The Tiger That Doesn't Cry)
- 1984년 장대를 잡은 여자 (Woman Who Grabbed The Rod)
- 1984년 사랑의 찬가 (Love Song)
- 1983년 이 한몸 돌이 되어 (As Firm As A Stone)
- 1984년 내가 마지막 본 흥남 (Heungnam City That I Saw Last)
- 1984년 꽃잎이어라 낙엽이어라 (Like A Flower Petal Or A Leaf)
- 1983년 장미와 도박사 (The Rose And The Gambler)
- 1983년 바람 바람 바람 (Wind, Wind, Wind)
- 1983년 여자가 밤을 두려워하랴 (Women Don't Fear The Night)
- 1983년 2월 30일생 (Bron On February 30th)
- 1983년 신입사원 얄개 (Thr Scoundrel Rookie)
- 1983년 돌아온 용팔이 (Yong Pal Has Returned)
- 1983년 대학 신입생 오달자의 봄 (The Spring of Oh Dal Ja, a College)
- 1983년 여자가 더 좋아 (I Like Woman Better)
- 1983년 82' 바보들의 청춘 (The Youth of Idiots in '82)
- 1982년 대학 얄개 (Wild Scoundrels of College)
- 1982년 최인호의 야색 (Choi In ho's Evening Color)
- 1982년 저녁에 우는 새 (Bird That Cries At Night) - 아낙 1 역
- 1982년 0점하의 자식들 (0 Treamnet Beni)
- 1982년 삐에로와 국화 (The Chrysanthemum and The Clown)
- 1982년 밤의 천국 (A Night's Heaven)
- 1982년 무녀의 밤 (Night of a Sorceress)
- 1982년 열애 (Ardent Love)
- 1982년 내가 사랑했다 (I Did Love)
- 1982년 화녀 82 (Hwa nyuh of '82)
- 1981년 아빠 안녕 (Goodbye Daddy '81)
- 1981년 슬픈 계절에 만나요 (Let's Meet the Sad Season)
- 1981년 하늘나라 엄마별이 (The Mother Star in the Heaven)
- 1981년 도시로 간 처녀 (The Maiden Who Went to the City)
- 1981년 여자가 울린 남자 (The Man Made to Cry by a Woman)
- 1981년 두 아들 2 (Two Cons)
- 1981년 내 이름은 마야 (My Name Is Maya)
- 1981년 0번 아가씨 (Zero Miss)
- 1981년 하얀미소 (White Smile)
- 1981년 메아리 (Echoes)
- 1980년 복부인 (Mrs. Speculator)
- 1980년 뻐꾸기도 밤에 우는가 (Does Cuckoo Cry At Night)
- 1980년 외인들 (Outsiders)
- 1980년 바다로 간 목마 (The Wooden Horse That Went To Sea)
- 1980년 팔불출 (Dull Servant Pal Bul Chul)
- 1980년 낯선곳에서 하룻밤 (One Night at a Strange Place)
- 1980년 해 뜨는 집 (The House Where Sun Rises)
- 1980년 난 모르겠네 (I Don't Know)
- 1980년 강변부인 (Mrs. Kangbyun)
- 1980년 마음 약해서 (Weak Mind)
- 1980년 남자 가정부 (Male Housekeeper)
- 1980년 어느 여대생의 고백 (A College Girl's Conmfession)
- 1979년 돌의 초상 (Portrait of a Rock)
- 1979년 내일 또 내일 (Tomorrow After Tomorrow)
- 1979년 병태와 영자 (Byung Tae And Young Ja)
- 1979년 단짝 (Best Friend)
- 1979년 신궁 (Divine Bow)
- 1979년 경찰관 (The Police Officer)
- 1979년 로맨스 그레이 (Romance Grey)
- 1978년 마지막 겨울 (The Last Winter)
- 1978년 사랑과 죽음의 기록 (A Record of Love and Death)
- 1978년 슬픔은 이제 그만 (No More Sorrow)
- 1978년 슬픔은 저 별들에게도 (Sorrow To Even Those Stars...)
- 1978년 에너지 선생 (Energy Teacher)
- 1978년 상록수 (Evergreen)
- 1978년 화려한 외출 (Splendid Outing)
- 1977년 폭풍을 몰고 온 여자 (Woman Who Brought The Storm)
- 1977년 아리랑아 (Arirang-A)
- 1976년 발가락이 닮았다 (Similar Toes)
- 1976년 구삼육 사건 (The 936 Case)
- 1976년 딸 3형제 (Three Sisters)
- 1976년 왕십리 (Wans Sib Ri, My Hometown)
- 1976년 말해버릴까 (Tell I?)
- 1976년 어머니 (Mother)
- 1976년 과거는 왜 물어 (Why Do You Ask My Past?)
- 1976년 비정지대 (Cold Hearted Rent)
- 1976년 아내 (Wife)
- 1976년 7인의 말괄량이 (Seven Tomboys)
- 1976년 사랑을 빌려 드립니다 (You Can Borrow My Love)
- 1975년 연인들 (Lovers)
- 1975년 숲과 늪 (Wood And Swamp)
- 1975년 조약돌 (Pebbles)
- 1974년 잊지 못할 모정 (Unforgettable mother love)
- 1974년 한강 (The Han River)
- 1974년 광화사 (A Story of Crazy Painter)
- 1974년 눈으로 묻고 얼굴로 대답하고 마음속 가득히 사랑은 영원히 (Ask with Eyes, Answer with a Face and Love is Forever in bottom of your Heart)
- 1974년 70인의 여죄수 (70 Women prisoners)
- 1974년 아빠하고 나하고 (With My Daddy and I)
- 1974년 사하린과 하늘과 땅 (Sahalin Of Sky Ground)
- 1974년 호랑이 아줌마 (The Tigress)
- 1974년 2박 3일 (2Nights 3Days)
- 1974년 아리랑 (Arirang)
- 1974년 묘녀 (Myonyeo)
- 1974년 그대 변치마오 (Don't Turn Away From Me My Love!)
- 1974년 대형 (Two Brothers)
- 1974년 여대생 가정부 (College Girl maiddervant)
- 1973년 혈권 (Bloody Fist)
- 1973년 넋 (Spirits)
- 1973년 두 형제 (The Two Brothers)
- 1973년 어머님 생전에 (During mother's lifetime)
- 1973년 황소타고 시집왔네 (Married on the Bull)
- 1973년 비바리 (Bibari)
- 1973년 종야 (Jongya)
- 1973년 난파선 (A Wrecked fishing Boat)
- 1973년 아빠의 이름은 (Daddy's name is...)
- 1972년 판사부인 (a Judge's Wife)
- 1972년 사랑하는 아들의 심판 (To Judge one's beloved Son)
- 1972년 여고시절 (Girls' High School Days)
- 1972년 잘 살아다오 내 딸들아 (Please be Happy, my daughters)
- 1972년 웃고 사는 박서방 (Ever Smiling Mr. Park)
- 1972년 사나이 가는 길에 (The Way for man)
- 1971년 처복 (Not a good Wife)
- 1971년 위자료 (The Alimony)
- 1971년 두 아들 (Two Sons)
- 1971년 월남에서 돌아온 김상사 (Sergent KIm's return from Vietnam)
- 1971년 여인도 (A Woman Fighter)
- 1971년 독나비 (Poisonous Butterfly)
- 1970년 심야의 방문객 (Visitor in the Dead of the Night)
- 1970년 잊을 수가 없을까 (How Can I Forget)
- 1970년 여인전장 (A Woman's Battleground)
- 1970년 팔도가시나이 (Girls from Eight Provinces)
- 1970년 속눈썹이 긴 여자 (Woman with Long Eyelashes)
- 1969년 지하실의 7인 (7 People in the Cellar)
- 1969년 모르는 여인의 편지 (A Letter from an Unknown Woman)
- 1969년 이조 여인잔혹사 (Women of Yi Dynasty)
- 1969년 서울야화 (A Story of Seoul)
- 1969년 사랑하고 있어요 (I Love You)
- 1968년 칠보반지 (Cloisonne Ring)
- 1968년 괴도의 검 (Sword of a Chivalrous Robber)
- 1968년 남정임 여군에 가다 (Nam Jeong im Goes to Women's Army Corps)
- 1967년 환희 (Joy)
- 1967년 고발 (Accusation)
- 1967년 임진강 (Imjin River)
- 1966년 물레방아 (A Water Mill)
- 1964년 삼통팔반 여반장 (The Headwoman of Sam Tong and Pal Ban)
- 1963년 한강아 잘 있거라 (Hankang Be Good)

### TV 드라마
- 1996년 임꺽정 (SBS 주말 특별기획 드라마)
- 1992년 아들과 딸 (MBC 주말연속극)
- 1991년 여명의 눈동자 (MBC 수목드라마)
- 1982년 우리들의 천국 (MBC 시추에이션 드라마)
- 1971년 수사반장 (MBC 수사드라마)